# Rijksvertegenwoordiger voor de openbare lichamen Bonaire, Sint Eustatius en Saba
De Rijksvertegenwoordiger voor de openbare lichamen Bonaire, Sint Eustatius en Saba, kortweg Rijksvertegenwoordiger, is een Nederlandse politieke functie binnen de Rijksoverheid. De rijksvertegenwoordiger vormt de schakel tussen de Rijksoverheid (in Den Haag) enerzijds en de drie openbare lichamen in Caribisch Nederland anderzijds.
De rijksvertegenwoordiger wordt op voordracht van de minister van Binnenlandse Zaken door de Kroon benoemd voor een periode van zes jaar. De rijksvertegenwoordiger zetelt in het openbaar lichaam Bonaire, maar heeft een Europees-Nederlandse rechtspositie. Zo is de bezoldiging vastgesteld in euro’s, is de rijksvertegenwoordiger verzekerd voor de AOW, ANW en AWBZ en valt hij of zij onder de Algemene pensioenwet politieke ambtsdragers (Appa) in plaats van het Pensioenbesluit politieke gezagdragers BES.

## Taken
De rijksvertegenwoordiger heeft als taak de samenwerking van de rijksambtenaren in Caribisch Nederland, zowel onderling als met de eilandsbesturen, te bevorderen. Verder heeft de rijksvertegenwoordiger taken ten aanzien van het waarborgen en bevorderen van goed bestuur in de drie openbare lichamen. Een deel van de taken is vergelijkbaar met de taken van een commissaris van de Koning ten opzichte van gemeenten.
De rijksvertegenwoordiger rapporteert halfjaarlijks aan de minister van Binnenlandse Zaken over zijn bevindingen. De gezaghebbers en de waarnemend gezaghebbers voor de drie eilanden worden door de rijkscommissaris voorgedragen.
In oktober 2011 werd ook een permanente waarnemend rijksvertegenwoordiger benoemd die de rijksvertegenwoordiger vervangt bij afwezigheid. Van 1 december 2011 tot 1 april 2016 was Julian Woodley (DP) de eerste permanente waarnemend rijksvertegenwoordiger. Per 8 november 2017 werd Jan Helmond benoemd tot waarnemend rijksvertegenwoordiger.
Vanwege het vertrek van Gilbert Isabella op 1 januari 2018 als rijksvertegenwoordiger werd Jan Helmond per 8 november 2017 benoemd tot waarnemend Rijksvertegenwoordiger. Hij behield tevens zijn functie als directeur van de Rijksdienst Caribisch Nederland.

## Rijksvertegenwoordigers
| periode                   | naam rijksvertegenwoordiger | partij of stroming | opmerking                                                                               |
| ------------------------- | --------------------------- | ------------------ | --------------------------------------------------------------------------------------- |
| 01-01-2009 t/m 10-10-2010 | H.G.J. (Henk) Kamp          | VVD                | als commissaris voor Bonaire, Sint Eustatius en Saba                                    |
| 10-10-2010 t/m 01-05-2011 | J.H. (Hans) Gerritsen       |                    | Waarnemend                                                                              |
| 01-05-2011 t/m 30-04-2014 | W.J. (Wilbert) Stolte       | CDA                | [ 3 ] [ 4 ]                                                                             |
| 01-05-2014 t/m 31-08-2014 | Julian Woodley              | DP                 | Permanente waarnemend rijksvertegenwoordiger, in deze periode in functie als waarnemer. |
| 01-09-2014 t/m 01-01-2018 | G.P. (Gilbert) Isabella     | PvdA               | [ 6 ]                                                                                   |
| sinds 01-01-2018          | J.N. (Jan) Helmond          |                    | Waarnemend                                                                              |